# Nördlicher Kammmolch

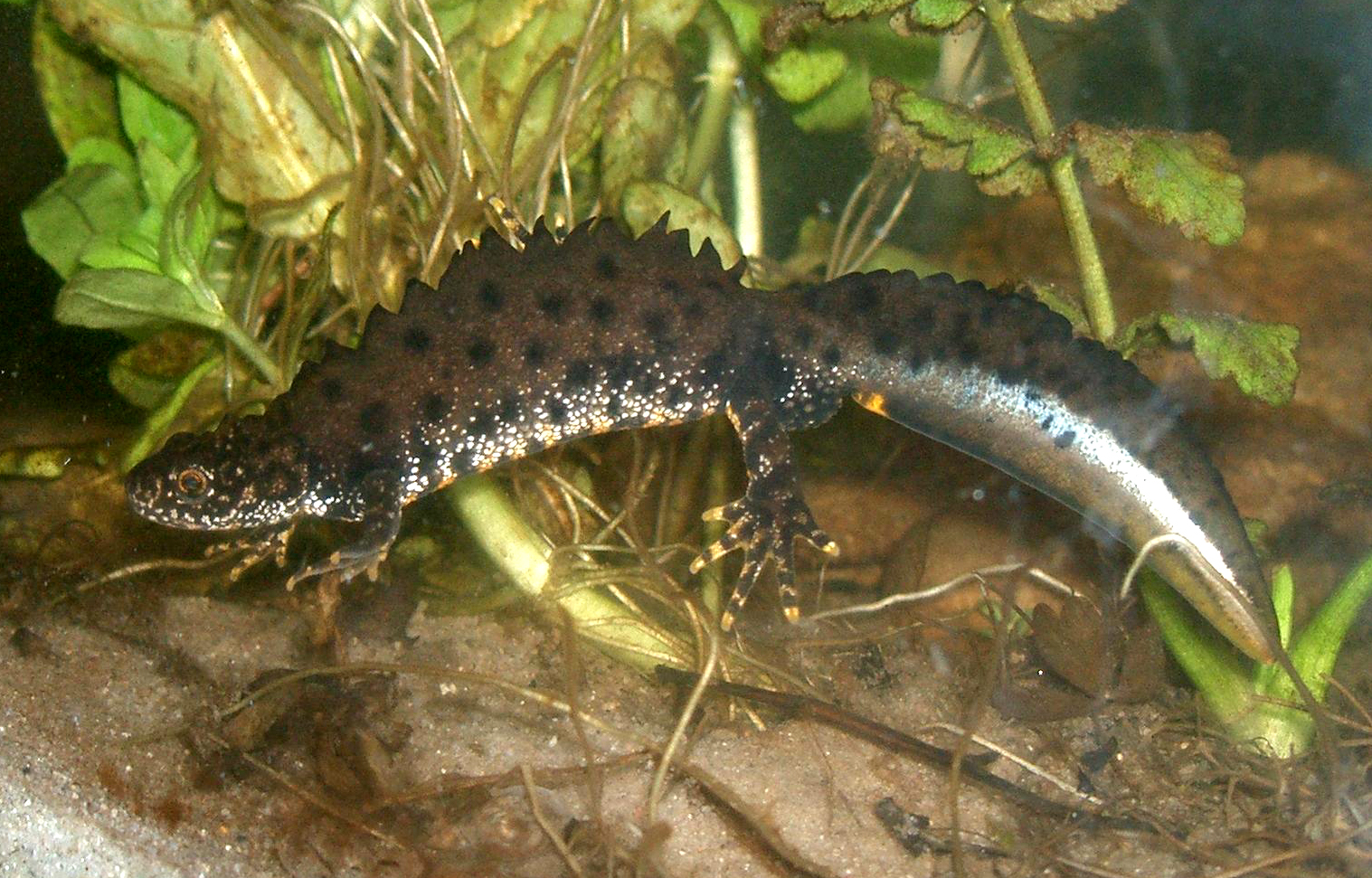
Männchen des Nördlichen Kammmolches in Wassertracht

Der Nördliche Kammmolch (Triturus cristatus) – im deutschen Sprachraum wird er in der Regel einfach als Kammmolch bezeichnet – ist eine Art der Amphibien aus der Ordnung der Schwanzlurche. Innerhalb der Gattung Triturus bildet diese Art zusammen mit inzwischen fünf anderen, vormals als Unterarten behandelten, die Superspezies der Kammmolche.

## Merkmale

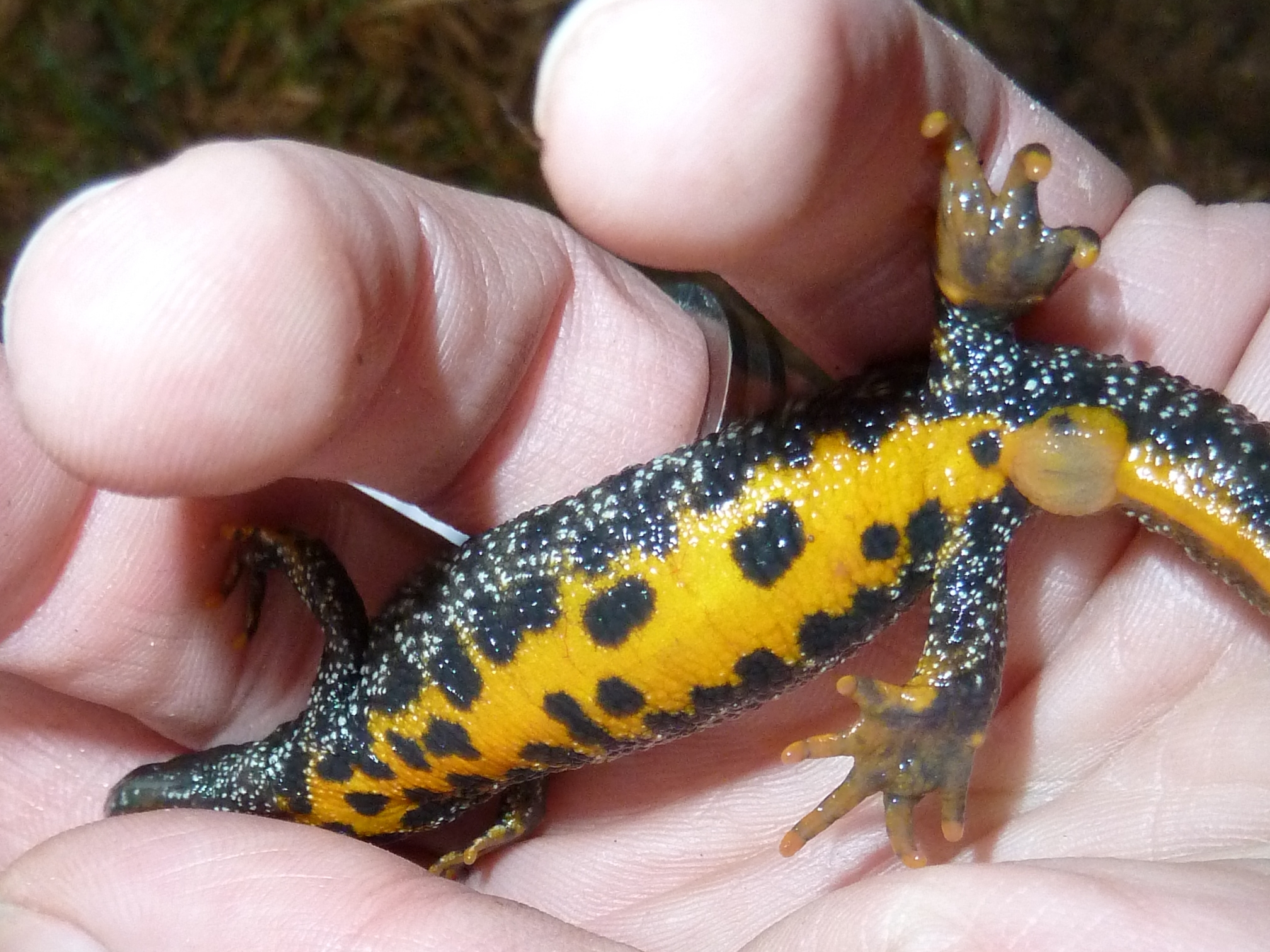
Unterseite eines Weibchens zur Laichzeit; das Bauchfleckenmuster ist bei jedem Individuum unterschiedlich. Als Weibchen ist das Tier an der relativ kleinen, hellen Kloake und der farbigen Schwanzunterkante zu erkennen. (Hinweis: Das Einfangen von Kammmolchen ist nur mit einer behördlichen Ausnahmegenehmigung gestattet.)

Der Nördliche Kammmolch ist ein recht großer, kräftiger Wassermolch mit breitem Kopf. Die Männchen erreichen eine Länge von 10 bis maximal 18 Zentimetern, die Weibchen von 11 bis maximal 20 Zentimetern. Die Oberseite ist grau-schwarz gefärbt, mit undeutlichen dunkleren Punkten oder Flecken; die Haut erscheint leicht warzig gekörnelt. Die Flanken sind im Übergang zur Bauchseite intensiv weißlich granuliert. Der Bauch ist gelb oder orange mit schwarzen Flecken. Dieses Fleckenmuster ermöglicht bei feldbiologischen Untersuchungen sogar die individuelle Unterscheidung der Tiere. Zur Paarungszeit entwickeln die Männchen als Wassertracht einen hohen, stark gezackten Hautkamm auf Rücken und Schwanz, der an der Schwanzwurzel unterbrochen ist (im Gegensatz zum Teichmolch). Charakteristisch ist bei den Männchen außerdem ein perlmutt-silbriges Band („Milchstreifen“) an den Schwanzseiten und eine stärker gewölbte, schwarze Kloake. Die Weibchen verfügen nur über einen niedrigen Schwanzflossensaum. Bei ihnen setzt sich die orange Bauchfärbung über die Kloake auf der unteren Schwanzkante fort. In Nordeuropa sollen auch komplett schwarze Kammmolche vorkommen. Nach dem Gewässeraufenthalt wird im Spätsommer die Wassertracht, insbesondere die auffälligen Hautsäume der Männchen, weitgehend zurückgebildet und weicht einer unscheinbareren Landtracht.

## Fortpflanzung und Individualentwicklung
Die adulten Tiere wandern mit Beginn frostfreier Witterung nachts aus ihren meist terrestrischen Winterquartieren zu den Fortpflanzungsgewässern. Insbesondere subadulte Exemplare überwintern aber auch in Gewässern. Die Laichzeit konzentriert sich in Mitteleuropa auf die Monate April und Mai. Große Laichgesellschaften in Optimalhabitaten umfassen mehrere hundert adulte Individuen. Das Balzritual spielt sich folgendermaßen ab (Zitat aus Nöllert & Nöllert 1992; in Klammern Weglassungen oder Einschübe):

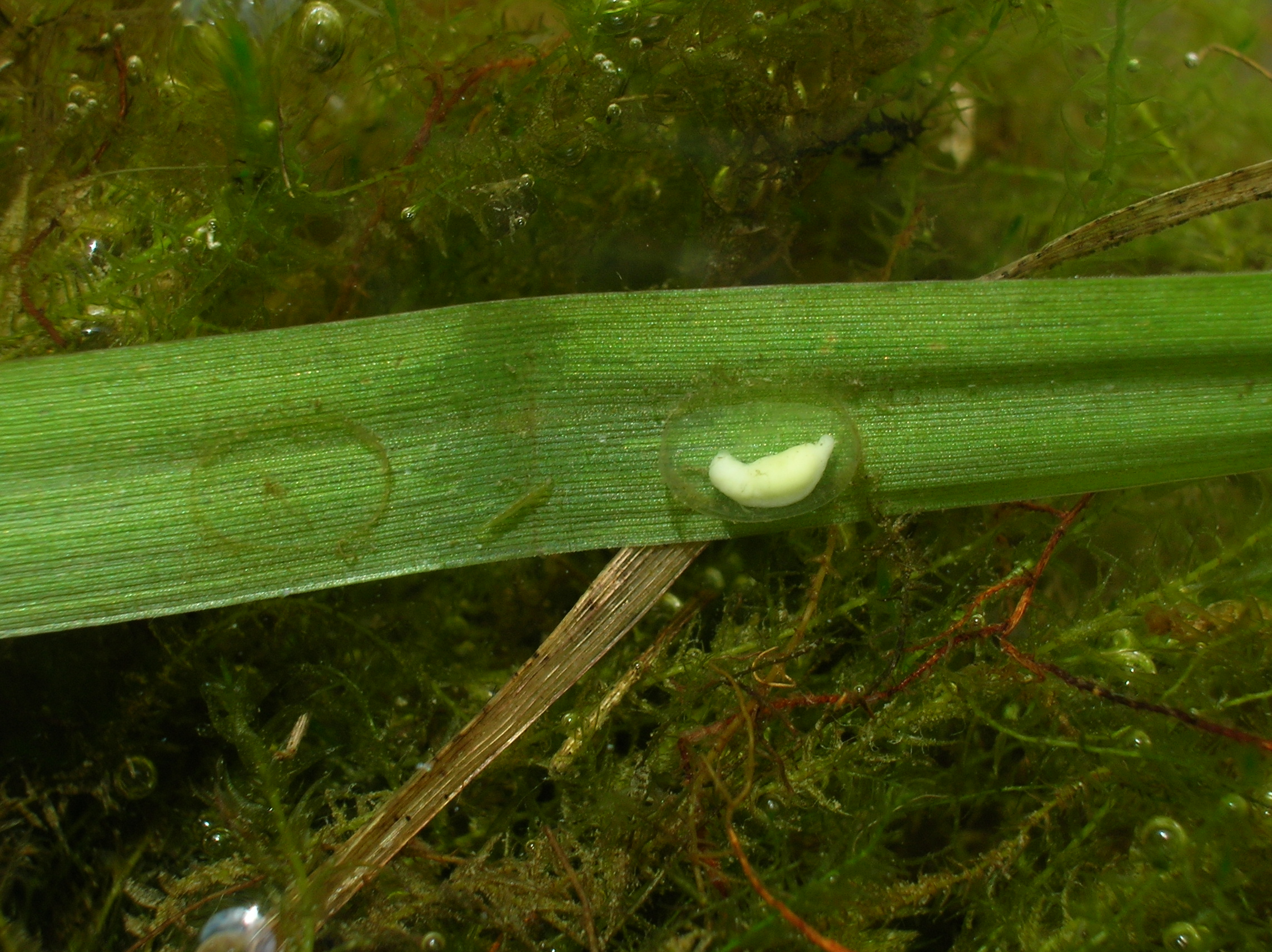
Embryo eines Kammmolches in seiner Eihülle; für das Foto wurde das zusammengefaltete Blatt aufgeklappt

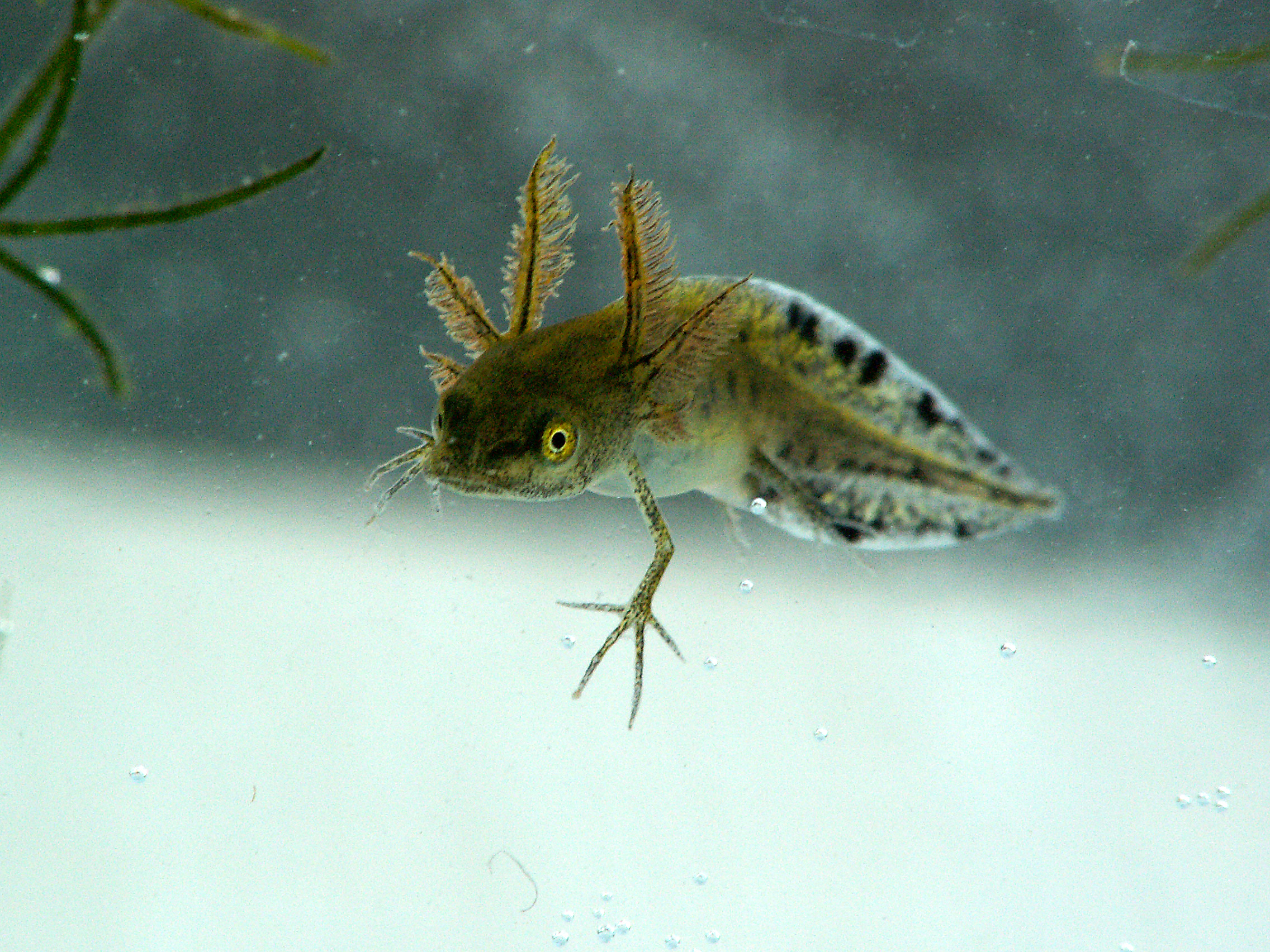
Larve eines Kammmolches im mittleren Alter

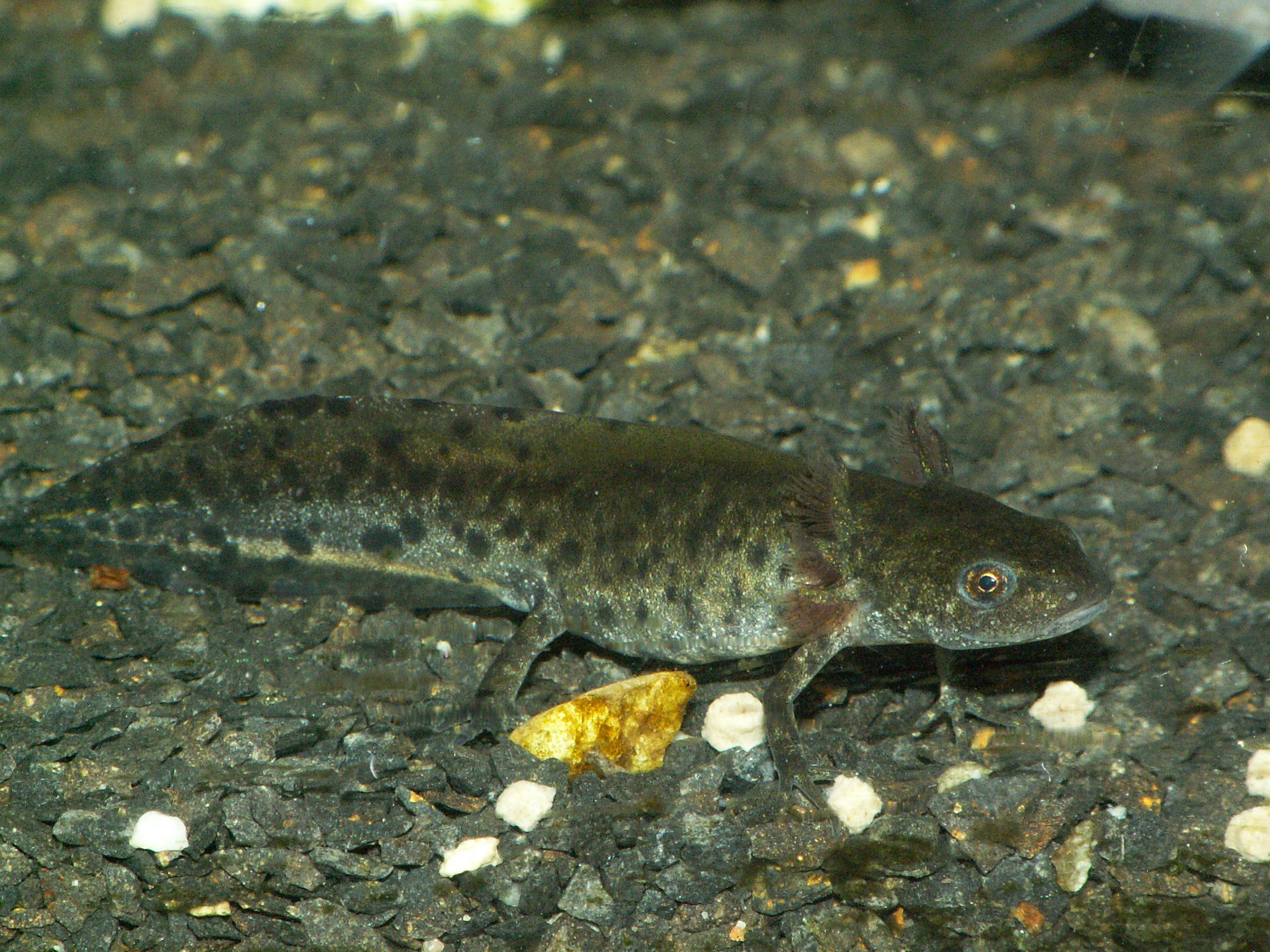
Ältere Larve kurz vor der Metamorphose

Das Männchen schwimmt vor die Partnerin und lehnt seinen Körper bogenförmig gegen die Kopfregion des Weibchens. Es macht einen leichten „Katzenbuckel“ und bewegt dabei den Schwanz wellenförmig. Dann verstärkt es die Katzenbuckelstellung, bis es nahezu im Handstand vor der Partnerin steht. Mit dem Schwanz schlägt es kräftig in Richtung Weibchen (dabei auch Zufächeln von Pheromonen) und berührt dessen Kopf und Flankenregion. Geht das Weibchen auf die Werbung ein, so bewegt es sich auf den Partner zu, der sich daraufhin um 90 Grad dreht, den Schwanz hebt und dem Weibchen die geöffnete Kloake präsentiert. Das Männchen entfernt sich allmählich vom Weibchen, das ihm folgt und schließlich mit der Schnauzenspitze dessen Schwanzunterkante berührt. Auf dieses Signal setzt das Männchen die Spermatophore (Samenpaket) ab, „marschiert“ aber weiter, bis sich die Kloakenregion des Weibchens etwa über der Spermatophore befindet. Dann stoppt das Männchen die Vorwärtsbewegung, indem es sich quer vor das Weibchen stellt. (…) Das Weibchen wird von ihm durch Körperschübe oder leichte Schwanzschläge wiederholt zurückgedrängt, um die Wahrscheinlichkeit der Spermatophorenaufnahme (durch die Kloake des Weibchens) zu erhöhen. (…)
Die Männchen besetzen bestimmte Balzplätze, die sie mit Drohgebärden gegen eindringende andere Männchen verteidigen.
Ein Weibchen legt mehrere hundert (meist 200–350) Eier; diese werden einzeln mit Hilfe der Hinterbeine in zu „Tüten“ umgefaltete Blätter von Wasserpflanzen gelegt. Eine wichtige Rolle spielt dabei der in vielen Tümpeln vorkommende Flutende Schwaden (Glyceria fluitans). Durch ihre gelbliche Färbung und größere Durchmesser (etwa zwei Millimeter) sind sie recht gut von anderen Molcheiern zu unterscheiden. Die Embryonalentwicklung dauert je nach Wassertemperaturen und pH-Wert des Wassers 5 bis 30, im Durchschnitt etwa 15 Tage.

### Larven
Die Larven wachsen während ihrer etwa viermonatigen Entwicklungszeit von zehn Millimetern bis zu einer Größe von acht Zentimetern heran. Von anderen Molchlarven unterscheiden sie sich durch ihre größere Körperlänge, 15–16 sichtbare Rippenfurchen, ihre langen Gliedmaßen und einen am Rand dunkel gefleckten, breit gesäumten, sehr lang zugespitzten Schwanz. Auch halten sie sich mehr im Freiwasser schwimmend auf (nektisches oder pelagisches Verhalten), während beispielsweise Bergmolchlarven mehr am Gewässerboden leben (benthisches Verhalten). Wie bei den Molchen üblich, entstehen zunächst die vorderen Gliedmaßen, erst später die hinteren – bei den Froschlurch-Kaulquappen ist es umgekehrt. Manchmal überwintern spät entwickelte Larven auch im Gewässer. Gelegentlich kommt es außerdem zur Neotenie (oder Pädomorphismus): Diese Larven gelangen überhaupt nicht zur Metamorphose; sie behalten ihre Larvenmerkmale, beispielsweise die äußeren Kiemenbüschel, und werden dennoch geschlechtsreif. Sie verbleiben ihr ganzes Leben im Gewässer.

### Jungtiere
Normale, an Land gehende Jungtiere brauchen zwei bis drei Jahre, ehe sie geschlechtsreif sind und selbst am Fortpflanzungsgeschehen teilnehmen. An den Frühjahrswanderungen zu den Gewässern beteiligen sie sich aber manchmal schon vorher.

## Vorkommen

### Verbreitung

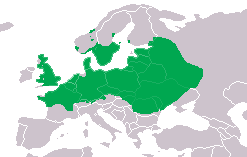
Verbreitung des Nördlichen Kammmolches in Europa. Weitere Details bei [ IUCN

Der Nördliche Kammmolch ist von Westfrankreich und Großbritannien über ganz Mitteleuropa und Südskandinavien bis nach Westrussland verbreitet. In Deutschland besteht eine nahezu flächige Verbreitung – größere Lücken gibt es nur im äußersten Nordwesten (Ostfriesland, Küstenmarschen), in intensivlandwirtschaftlich genutzten und landschaftsstrukturell verarmten Gegenden, in einigen Mittelgebirgen und in den Hochgebirgslagen. In der Schweiz und Österreich beschränken sich die Vorkommen ebenfalls meist auf tiefere Lagen nördlich des Alpen-Hauptkamms. In beiden Ländern sind große Bereiche nicht von dieser Art besiedelt, da hier die südliche Verbreitungsgrenze verläuft. In der Gegend um Wien und östlich davon ist stattdessen der Donau-Kammmolch die typische Kammmolchart, in anderen Landesteilen eher der Alpen-Kammmolch. Im Einzelnen wird Triturus cristatus für die Länder Vorarlberg, Salzburg, Niederösterreich und Oberösterreich (dort vereinzelt Artnachweise bis in 1750 m ü. A.) erwähnt.

### Habitat

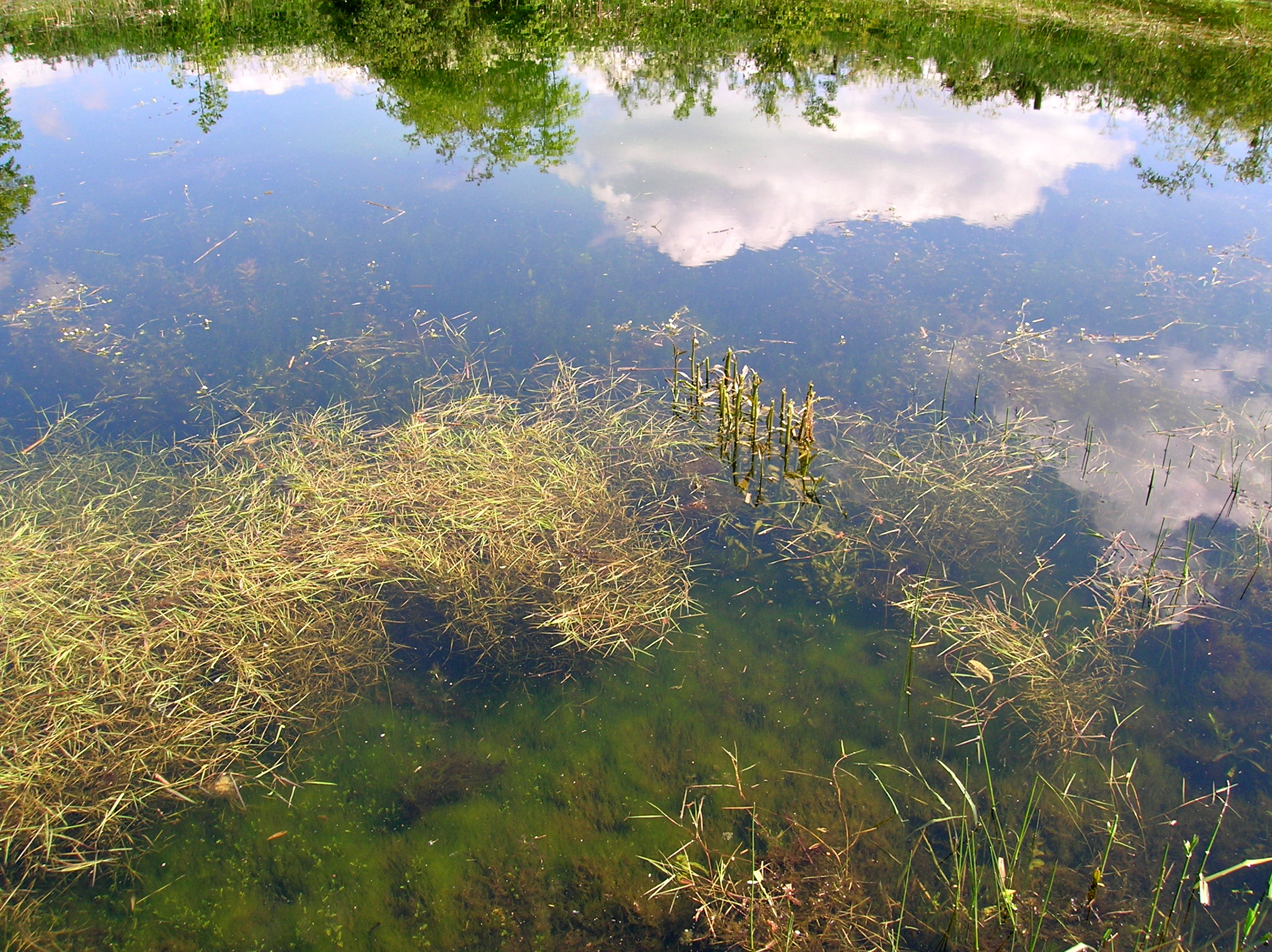
Kammmolche bevorzugen krautreiche, besonnte und nicht zu flache Kleingewässer ohne Fische

Laichgewässer sind meistens perennierende, also dauerhaft wasserführende Kleinweiher und Teiche in eher lehmigen, seltener sandigen Böden, die zumindest mehrere Stunden am Tag der Sonnenbestrahlung ausgesetzt sind. Sie verfügen oft sowohl über eine Freiwasserzone als auch über eine reich verkrautete Röhricht- und Unterwasservegetation und sind eutroph (aber nicht übermäßig eutrophiert!). Da diese Strukturierung auch von anderen Lurchen bevorzugt wird, zeichnen sich Gewässer mit Vorkommen des Nördlichen Kammmolches häufig durch besonders artenreiche Amphibienzönosen (Vergesellschaftungen verschiedener Arten) aus.

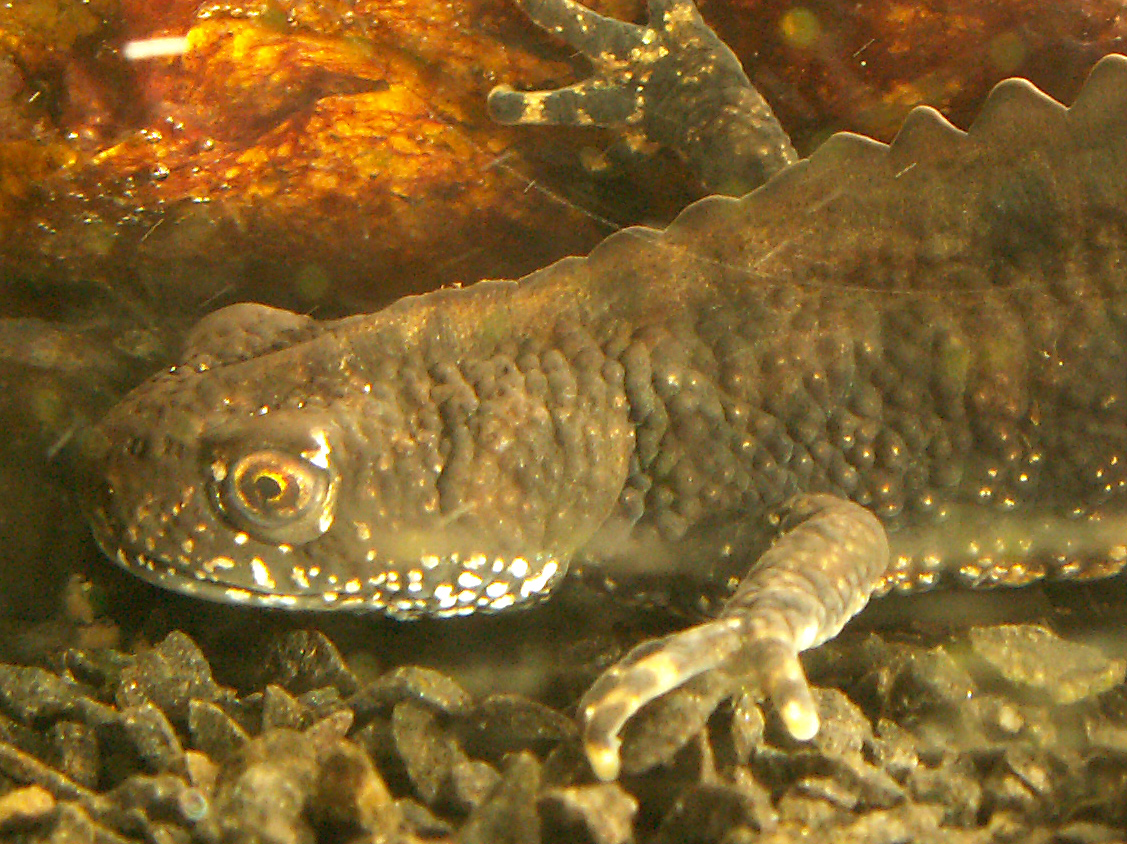
Vorderes Profil eines jüngeren Kammmolch-Männchens mit erstem Ansatz eines Rückenkamms

Im Umfeld der Gewässer müssen geeignete Landlebensräume in guter räumlicher Verzahnung vorhanden sein, beispielsweise von Feldgehölzen durchsetztes Grünland, Niedermoore, Laubwälder und Saumbiotope wie Uferrandstreifen, Hecken und Ähnliches. In aufgelassenen Bodenabbaugruben entwickeln sich manchmal sehr wertvolle Lebensraumstrukturen. Unter Steinen und liegendem Totholz suchen die Tiere gerne Schutz und verbringen den Tag dort ruhend.

## Nahrung und Fressfeinde
Erwachsene Kammmolche fressen bei ihrer meist nächtlichen Aktivität Regenwürmer, Nacktschnecken, Insekten und deren Larven. Manchmal erbeuten sie sogar einen kleineren Verwandten, zum Beispiel einen Teichmolch. Die Nahrung wird im Ganzen hinuntergeschluckt. Oft sieht man Wassermolche verschiedener Arten auch an Froschlaich fressen. Einen wichtigen Bestandteil des Nahrungsspektrums von aquatisch lebenden Kammmolchen bilden verschiedene Egel sowie die Kaulquappen von Froschlurchen. Die Molchlarven ernähren sich ebenfalls nur von Tieren; dazu gehören planktische Kleinkrebse (unter anderem „Wasserflöhe“) und Insektenlarven, die sie unselektiv, also nach Verfügbarkeit erbeuten.
Kammmolche werden ihrerseits von verschiedenen Vogelarten (beispielsweise Reihern), Schlangen (unter anderem Ringelnatter), Säugetieren (Marderarten, eventuell Spitzmäusen) und von Raubfischen (beispielsweise Hechten, Flussbarschen) gefressen. Ihre Eier sind bei verschiedenen Wassertieren eine beliebte Nahrung; die Larven müssen sich vor Gelbrandkäfern und deren Larven, verschiedenen Wasserwanzen, vor Großlibellenlarven und vor Fischen in Acht nehmen.
Zur Abwehr von Feinden setzen Kammmolche unter anderem Schreckstellungen ein, bei denen sie sich krümmen und die orangefarbene Unterseite zeigen. Auch können sie ein säuerlich riechendes, milchiges Hautsekret absondern, das beim Menschen Schleimhautreizungen hervorrufen kann. Beim Ergreifen von Molchen wurden gelegentlich Laute wahrgenommen, die mit einem „Quietschen“ oder „Knacken“ umschrieben werden. Ob es sich um Abwehr- oder Schrecklaute handelt und wie sie erzeugt werden, ist unklar (vergleiche auch: Feuersalamander).

## Gefährdung und Schutz
Kammmolche leiden wie alle mitteleuropäischen Amphibien vor allem unter der Zerstörung oder Beeinträchtigung von Kleingewässern in der Kulturlandschaft durch Zuschüttung oder Eintrag von Müll und Umweltgiften (vor allem Pestizide aus der Landwirtschaft). Auch die Einschwemmung von Düngerstoffen belastet viele Gewässer und trägt zu ihrer vorzeitigen Verlandung durch Eutrophierung bei. Werden von Menschen Fische in Kleingewässer eingesetzt, die dort natürlicherweise nicht vorkommen würden, führt dies in der Regel zum Zusammenbruch von Lurchpopulationen, da deren Laich und Larven von den meisten Fischen gefressen werden. Kammmolche können auch durch ausgesetzte Alpen-Kammmolche verdrängt werden. Auch ein zu starkes Aufkommen von Bäumen nah am Ufer entwertet die Laichgewässer, wenn dadurch zu wenig Sonneneinstrahlung zur Wasserfläche durchdringen kann. 
Als „Teilsiedler“ mit jahreszeitlich unterschiedlichen Lebensräumen reagieren Kammmolche und andere Arten aber auch empfindlich auf Landschaftsveränderungen im weiteren Umfeld der Gewässer. So führt die Abholzung von Hecken und anderen Feldgehölzen zum Verlust von Sommer- bzw. Überwinterungshabitaten. Intensive Flächennutzungen sowie der Bau und Betrieb von Straßen haben eine Trennwirkung zwischen den Teillebensräumen, so dass dort kein ausreichender räumlicher Austausch von Individuen mehr stattfinden kann. Man spricht von einer Zerstückelung oder Verinselung der Habitate (vergleiche auch: Europäischer Laubfrosch). Insbesondere bei den Wanderungen, etwa vom Winterquartier zum Laichgewässer, erleiden Kammmolche und andere Amphibien an vielen Stellen im dicht besiedelten Mitteleuropa erhebliche Verluste durch den Straßenverkehr.
Wie alle in Europa heimischen Amphibien dürfen Kammmolche und ihre Entwicklungsstadien nicht gefangen werden, sondern sind in ihrem natürlichen Lebensraum zu belassen.
Gesetzlicher Schutzstatus (Auswahl)
- FFH-Richtlinie: Anhänge II und IV (es sind eigens Schutzgebiete auszuweisen/streng zu schützende Art)
- Bundesnaturschutzgesetz (BNatSchG): streng geschützt

Nationale Rote Liste-Einstufungen (Auswahl)
- Rote Liste der Bundesrepublik Deutschland: V – Vorwarnliste
- Rote Liste Österreichs: EN (entspricht: stark gefährdet)
- Rote Liste der Schweiz: EN (entspricht: stark gefährdet)